# قادير بيكميزسي
قادير بيكميزسي (بالتركية: Kadir Bekmezci) (5 يوليو 1985 بسيراين في بلجيكا - ) هو لاعب كرة قدم تركي في مركز الوسط. لعب مع أنطاليا سبور وأوفتاس سبور وستاندارد لييج وسيفاسبور وفيربرويديرينغ غيل ونادي يوبين وK. Beringen-Heusden-Zolder ‏.

## وصلات خارجية
- قادير بيكميزسي على موقع الاتحاد الأوربي (الإنجليزية)
- قادير بيكميزسي على موقع اتحاد تركيا (لاعب) (الإنجليزية)
- قادير بيكميزسي على موقع قاعدة بيانات كرة القدم.إي يو (الإنجليزية)
- قادير بيكميزسي على موقع Soccerway.com (الإنجليزية)
- قادير بيكميزسي على موقع عالم كرة القدم.نت (الإنجليزية)